# Assiúte (província)
Assiute (em árabe: محافظة أسيوط‎; romaniz.: Muhāfazat Asyūt) é uma província (moafaza) do Egito com a sede em Assiute. Possui 13 720 quilômetros quadrados e segundo censo de 2018, havia 4 527 565 habitantes.